# Good distribution practice
Good Distribution Practice, vooral bekend onder de afkorting GDP, verwijst naar de richtlijnen voor de correcte distributie van medicijnen en aanverwante producten voor gebruik door de mens. GDP is een systeem voor kwaliteitswaarborg, waarin eisen zijn opgenomen met betrekking tot aankoop, ontvangst, opslag en export van humane medicatie. Het doel is om een bepaald kwaliteitsniveau binnen het distributienetwerk te handhaven, zodat de productkwaliteit van farmaceutische producten gehandhaafd blijft gedurende het distributieproces. Zowel de Wereldgezondheidsorganisatie als de Europese Commissie hebben daartoe richtlijnen opgesteld.

GDP reguleert de verspreiding en bewegingen van farmaceutische producten vanaf het moment dat ze bij de producent (of een ander centraal punt) de deur verlaten, tot aan de eindgebruiker van het product, via verschillende transportmethodes en verschillende opslagcentra.

## Regels
Voorbeelden uit de uitgebreide GDP-regelgeving:
- Temperatuur: Bij ontvangst van temperatuurgevoelige goederen moet de temperatuur van binnenkomende goederen direct worden gemeten.
- Documentatie: Alle documentatie moet toegankelijk en ter inzage zijn voor bevoegde instanties. De gegevens dienen minimaal 5 jaar bewaard te worden.
- Opslag: Tijdens de opslag moet de temperatuur periodiek gemeten en geregistreerd worden. Deze gemeten waardes moeten geregeld beoordeeld worden. Wanneer specifieke temperatuurcondities zijn vereist, dan moeten de opslagruimtes zijn voorzien van temperatuurrecorders die waarschuwen als de temperatuur buiten bereik is geweest.